# Dockanparken
Dockanparken är en park i 
Helsingborgs varvs 

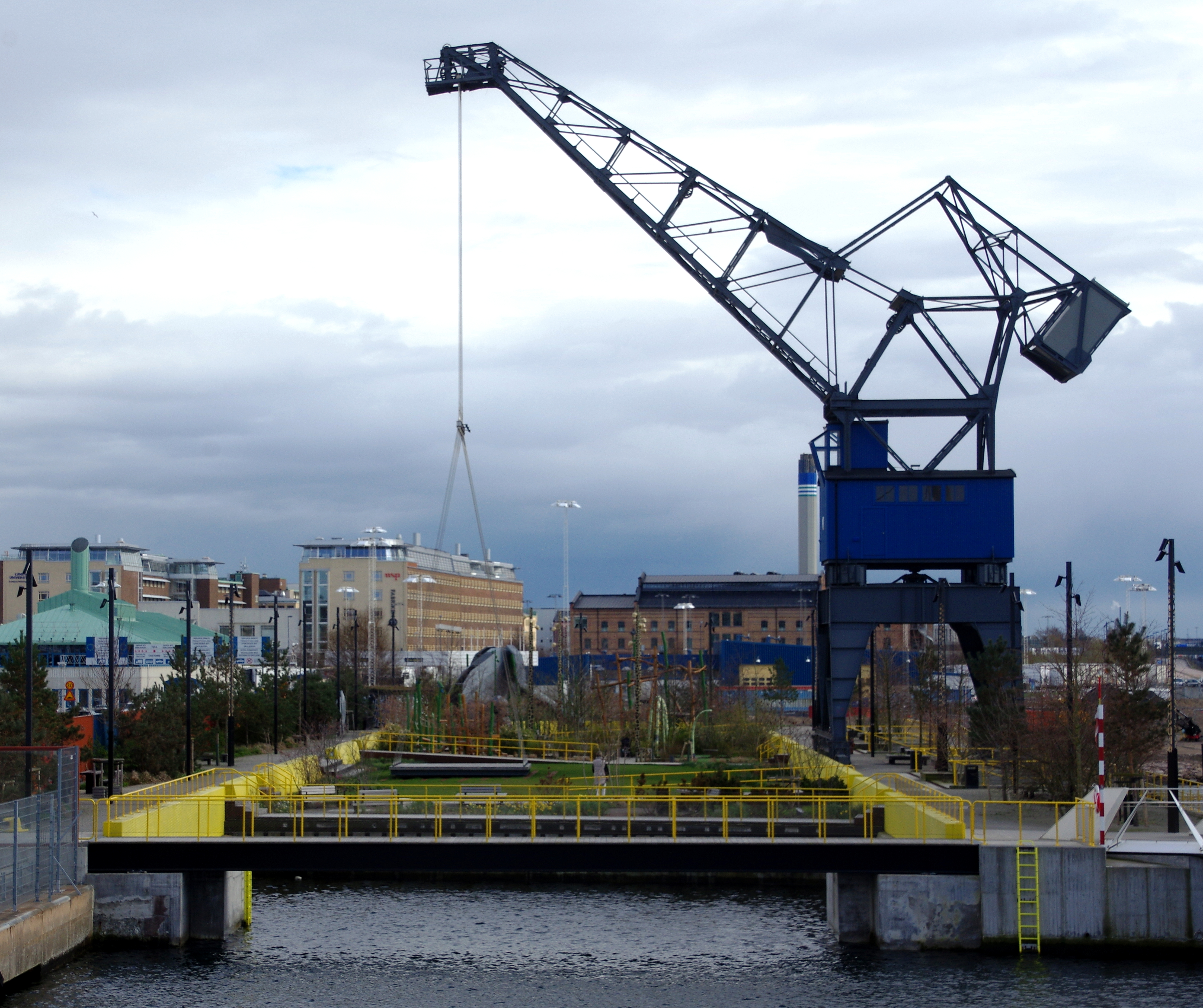

gamla torrdocka i stadsdelen Oceanhamnen i Helsingborg. 
Dockan har fyllts igen och i norra delen har ett nedsänkt, vindskyddat område med växter och sittplatser skapats. I södra delen ligger lekplatsen Djungellekan med specialtillverkade lekredskap som liknar vilda djur. Det är barnen i Helsingborg som i en tävling om hur parken skulle se ut har önskat sig en djungel att leka i. Den interaktiva ljudmiljön i  lekparken har skapats av konsultföretaget AFRY.
Den gamla hamnkranen på kajkanten är ett landmärke som håller upp en svävande plattform som kan användas som scen.
Parken, som invigdes sommaren 2022
till stadsmässan H22, har förbindelse till centrum och Helsingborg C via varvsbron. 
År 2022 belönades Dockanparken och Djungellekan med landskapsarkitekturpriset  Landmärket.